# Scopula basinotata
Scopula basinotata là một loài bướm đêm trong họ Geometridae.